# Andrei Pleșu
Andrei Gabriel Pleșu (né le 23 août 1948 à Bucarest), est un philosophe, historien de l'art, écrivain et homme politique roumain.

## Biographie
Il a été ministre de la Culture (du 28 décembre 1989 au 16 octobre 1991) et ministre des Affaires étrangères (29 décembre 1997 au 22 décembre 1999). Il a également été candidat à de nombreuses élections sous la bannière de formations politiques[Lesquelles ?] opposées à la « nomenklatura » ex-communiste.[réf. nécessaire] Sa posture politique est proche des positions des anciens dissidents (comme Paul Goma avant sa dérive nationaliste) et, avec des réserves, au rapprochement entre la Roumanie et l'Occident.

## Œuvres
- Călătorie în lumea formelor [Voyage au pays des formes], Bucarest, 1974
- Pitoresc și melancolie (Pittoresque et mélancolie : analyse du sentiment de la nature dans la culture européenne), Bucarest, 1980, nouvelles éditions 2003, 2009
- Francesco Guardi, Bucarest, 1981
- Ochiul și lucrurile [L’œil et les choses], Bucarest, 1986
- Minima moralia (elemente pentru o etică a intervalului) (Éthique de Robinson, cf. infra), Bucarest, 1988, nouvelles éditions 2002, 2005, 2013
- Dialoguri de seară [Dialogues à la tombée de la nuit], en collaboration avec Gabriel Liiceanu, Sorin Dumitrescu et alii, Bucarest, Harisma, 1991
- Jurnalul de la Tescani [Le journal de Tescani], Bucarest, 1993, nouvelles éditions 1996, 2003, 2005, 2011
- Limba păsărilor [La langue des oiseaux], Bucarest, 1994, nouvelles éditions 1997, 2009
- Chipuri și măști ale tranziției [Visages et masques de la transition], Bucarest, 1996
- Transformări, inerții, dezordini. 22 de luni după 22 decembrie 1989 [Transformations, inerties, désordres. 22 mois après le 22 décembre 1989], en collaboration avec Petre Roman et Elena Ștefoi, Polirom, 2002
- Despre îngeri (Actualité des anges), Humanitas, 2003
- Obscenitatea publică [L’obscénité publique], Humanitas, 2004
- Comedii la porțile Orientului [Comédies aux portes de l'Orient], Bucarest, 2005, nouvelles éditions 2006, 2008, 2011, 2012
- Despre bucurie în Est și în Vest și alte eseuri [Sur les joies à l'Est et à l'Ouest et autres essais] Bucarest , 2006, 2007
- Sensuri metafizice ale crucii [Les significations métaphysique de la croix] en collaboration Anca Manolescu, Horia-Roman Patapievici, Gabriel Liiceanu et alii, Bucarest, 2007
- Despre Noica | Noica inedit [Sur Noica | Noica inédit], en collaboration avec Ioana Pârvulescu, Dan C. Mihăilescu, Gabriel Liiceanu, Alexandru Dragomir, Andrei Cornea, Bucarest, 2009
- Note, stări, zile (1968 – 2009) [Notes, états, jours], Bucarest, 2010, 2012
- Despre frumusețea uitată a vieții [Sur la beauté oubliée de la vie], recueil d'articles de presse, Bucarest, 2011
- Față către față. Întâlniri și portrete [Face-à-face : rencontres et portraits], Bucarest, 2011
- Parabolele lui Iisus [Les paraboles de Jésus], Bucarest, 2012
- Din vorbă-n vorbă [De fil en aiguille], Bucarest, 2013
- O idee care ne sucește mințile [Une idée qui nous fait tourner la tête], en collaboration avec Horia-Roman Patapievici et Gabriel Liiceanu, Bucarest, Humanitas, 2014

## Œuvres traduites en français
- Éthique de Robinson  (trad. Grazyna Klewek et Thomas Bazin), Paris, L’Herne, coll. « Méandres », 1990, 210 p. (ISBN 978-2-85197-213-2)
- Actualité des anges : essai [« Despre îngeri »]  (trad. du roumain par Laure Hinckel), Paris, Buchet/Chastel, 2005, 269 p. (ISBN 2-283-02088-3)
- Pittoresque et mélancolie : analyse du sentiment de la nature dans la culture européenne [« Pitoresc și melancolie : o analiză a sentimentului naturii în cultura europeană »]  (trad. Luminița Brăileanu et Dominique Ilea), Paris, Somogy Éditions d’Art, 2007, 189 p. (ISBN 978-2-7572-0065-0)

## Articles
- « De la langue des oiseaux », trad. de Claude Karnoouh, dans Paris, L'Art du Comprendre, no 5/6, décembre 1996.

## Distinctions
- 2014 : prix du citoyen européen[2]
- Docteur honoris causa de l'université de Fribourg-en-Brisgau
- Docteur honoris causa de l'université Humboldt de Berlin